# 秋山孝允
秋山 孝允（あきやま たかまさ、1944年 - ）は、日本の国際経済学者。日本大学国際関係学部教授。

## 略歴
- 1968年 慶應義塾大学工学部電気工学科卒
- 1971年 ハワイ大学工学部修士卒
- 1972 - 1981 国連貿易開発会議 (UNCTAD)
- 1981 - 2000 世界銀行
- 2002 - 現在　国際開発高等教育機構（FASID）参与
- 2002 - 現在　政策研究大学院大学 客員教授
- 2006 - 現在　日本大学国際関係学部　教授

| スタブアイコン | サブスタブ | この項目は、まだ閲覧者の調べものの参照としては役立たない、人物に関連した書きかけの項目です。この項目を加筆・訂正などしてくださる協力者を求めています（P:人物伝/PJ:人物伝）。 |